# Volkshochschule Lilienthal
Die Volkshochschule Lilienthal−Grasberg−Ritterhude−Worpswede ist eine
Einrichtung der Erwachsenenbildung in der Gemeinde Lilienthal im

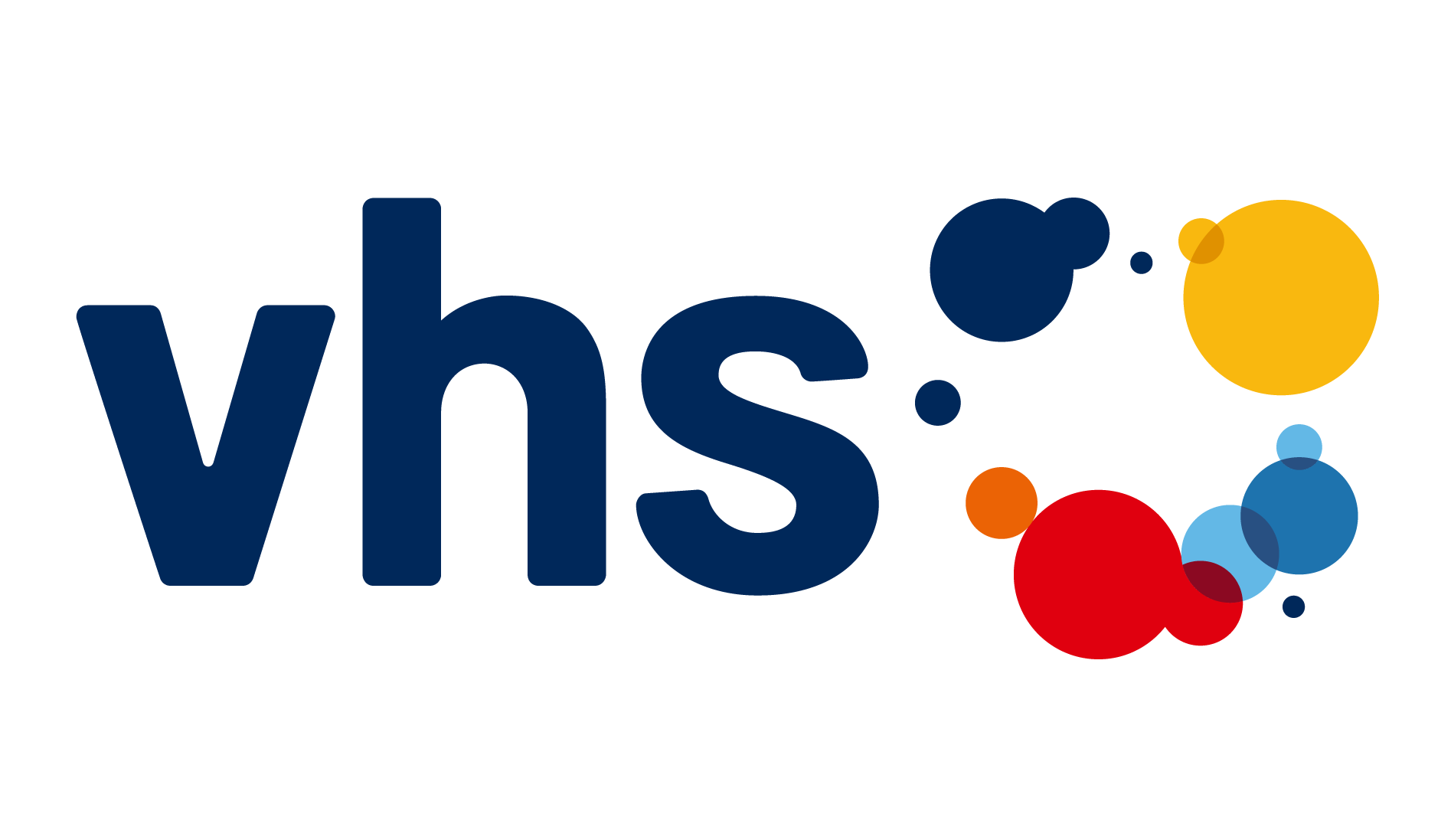
Logo des Deutschen Volkshochschul-Verbandes und auch der VHS Lilienthal

Landkreis Osterholz in Niedersachsen. Die Volkshochschule ist eine offene Bildungseinrichtung in kommunaler Trägerschaft, die gemäß dem Niedersächsischen Erwachsenenbildungsgesetz arbeitet und weder weltanschaulichen noch kommerziellen Interessen unterworfen ist.

## Geschichte
In Worpswede begann 1972 die Volkshochschularbeit  unter der Leitung des Verwaltungsangestellten Hanns Koch (1928–1986) im Rahmen seiner Arbeit als Geschäftsführer des Fremdenverkehrsvereins im Philine-Vogeler-Haus. Der Rat der Gemeinde Lilienthal beschloss am 9. Juli 1973 die Satzung für eine kommunale Volkshochschule und ernannte 1974 den Lehrer Horst Vockenroth (1933–1992) zu deren  Leiter. In Grasberg wurde 1975 die Volkshochschularbeit  von einem Kreis engagierter Bürger 1975 getragen, die der Bremer Anwalt Hans-Jörg Niebergall (* 1947), der in Worpswede wohnte, verantwortlich leitete.
Die Volkshochschule Ritterhude kam am 23. August 2001 hinzu. Sie war bereits am 1. Februar 1965 gegründet worden und stand unter der ehrenamtlichen Leitung vom Klaus Stracke (* 1941), dem Rektors der ehemaligen Carl-Diem-Grundschule Ritterhude.

Die Skulptur „Jan und Lili!“ von Ingeborg Ahner-Siese vor dem Rathaus Lilienthal

Die Volkshochschule Lilienthal−Grasberg−Ritterhude−Worpswede ist aus der Arbeitsgemeinschaft der drei Volkshochschulen hervorgegangen, die 19. Dezember 1978 gegründet wurde. Sie führte am 1. Februar 1981 zu deren Zusammenschluss, und am gleichen Tag übernahm der Lehrer Harald Paul (1933–2012) die hauptamtliche Leitung bis 1997. Seitdem liegt sie in der Verantwortung der Sprachwissenschaftlerin Christine Beulshausen.

## Angebot
Die vier Gemeinden bieten in dem quartären Bildungsbereich ihren 60.000 Bürgerinnen und Bürgern  in jedem Jahr 1.000 Veranstaltungen  an, die von 8.000 Teilnehmern belegt werden. Das Bildungs- und Weiterbildungsangebot erfolgt flächendeckend und teilnehmerorientiert. Es ist außerdem auf berufliche Weiterbildungsinteressen und -bedürfnisse bezogen und bietet zertifizierte Abschlüsse.
Neben dem Raumensemble von Murkens Hof in Lilienthal bieten die Gemeinden Grasberg mit der Finndorffschule, dem Dorfgemeinschaftshaus Tüschendorf und dem Rathaus, Ritterhude mit der Grundschule, dem Rathaus, Schulzentrum Moormannskamp, Schwimmbad und dem Hamme Forum und Worpswede mit dem Haus im Schluh, der Haupt- und Grundschule und dem Evangelischen Gemeindehaus nahe liegende Lernorte an.
Die Angebotsfelder umfassen den Sprachenbereich (17 %), die Gesundheit (34 %), Arbeit und Beruf (10 %), Kultur /Kreatives (18 %), Gesellschaft/ Mensch/ Umwelt (18 %) und die Grundbildung und Schulabschlüsse (3 %).